# Club Atlético de San Luis
El Club Atlético de San Luis és un club de futbol mexicà de la ciutat de San Luis Potosí, Estat de San Luis Potosí. És propietat del Club Atlético de Madrid.
L'antic club de la ciutat, el San Luis F.C. es traslladà a Chiapas esdevenint Chiapas F.C., i el 2013, el Tiburones Rojos de Veracruz es va moure a la ciutat esdevenint Atlético San Luis. El 16 de març de 2017 l'Atlètic de Madrid anuncià l'adquisició del 50% de la propietat del club.
El 5 de maig de 2019 l'equip aconsegueix pujar de categoría, jugant a la Liga MX des de juliol de 2019.
El 15 de maig de 2022 va ser campió per primera vegada en la seva història derrotant el Club Pachuca per marcador global de 6-5 a la final del Clausura 2022